# Volica
Volica é um município da Eslováquia, situado no distrito de Medzilaborce, na região de Prešov. Tem 5,37 km² de área e sua população em 2018 foi estimada em 278 habitantes.

## Demografia
| Ano:        | 1994 | 2004    | 2014   | 2024    |
| ----------- | ---- | ------- | ------ | ------- |
| Broj ljudi: | 366  | 326     | 298    | 254     |
| Razlika:    |      | -10,92% | -8,58% | -14,76% |

| Ano:               | 2023 | 2024   |
| ------------------ | ---- | ------ |
| Número de pessoas: | 259  | 254    |
| Diferença:         |      | -1,93% |